# Metrobus Transit
Metrobus Transit is de openbare vervoersmaatschappij van de Canadese stad St. John's. Ze staat onder leiding van de St. John's Transportation Commission en heeft een vloot van 55 stadsbussen. Metrobus Transit heeft een netwerk van 24 routes waarmee het ook verbindingen met de tot de Metropoolregio St. John's behorende plaatsen Mount Pearl en Paradise verzorgt. In 2016 vervoerde de maatschappij 2,9 miljoen passagiers.

## Vloot
Metrobus Transit biedt openbaar vervoer aan via 55 bussen die allen met diesel rijden. Het betreft:
- 50 Nova LFS-bussen
- 4 Vicinity Classic-bussen
- 1 Chevrolet 4500 Arboc Spirit of Freedom-bus

## Galerij

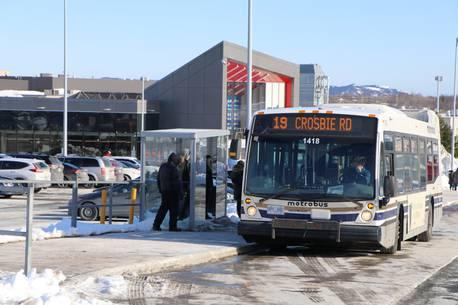
2014 Nova LFS-bus aan de Avalon Mall (2021)
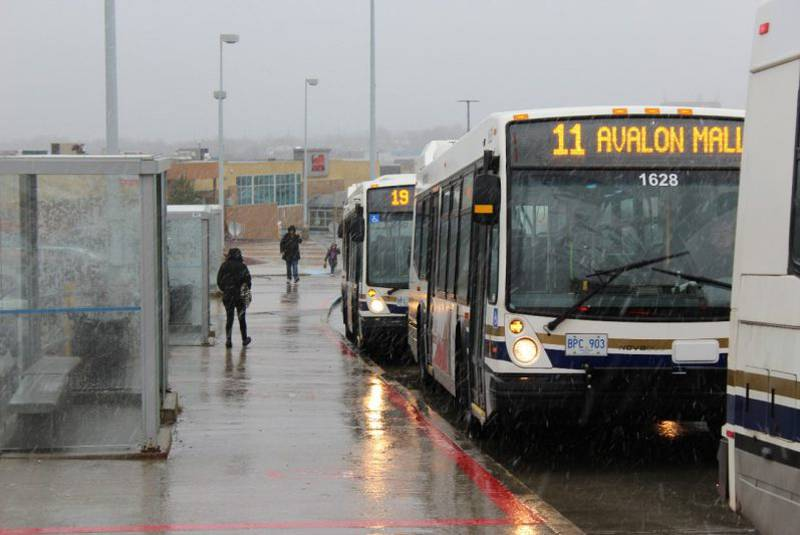
Verschillende Nova LFS-bussen nabij de Avalon Mall (2021)
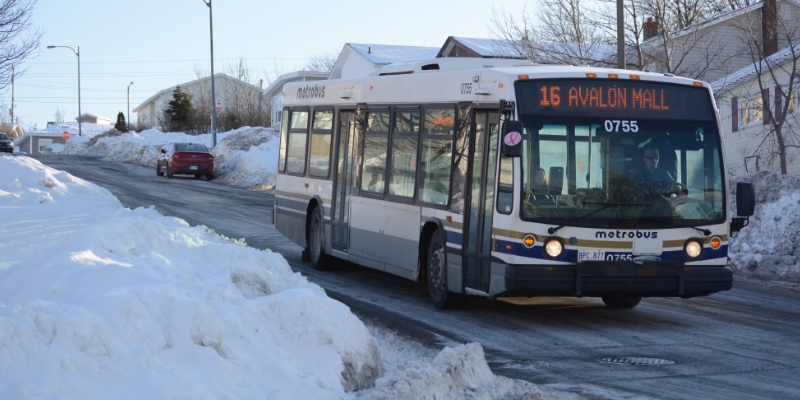
2007 Nova LFS-bus op een besneeuwde straat te St. John's (2020)
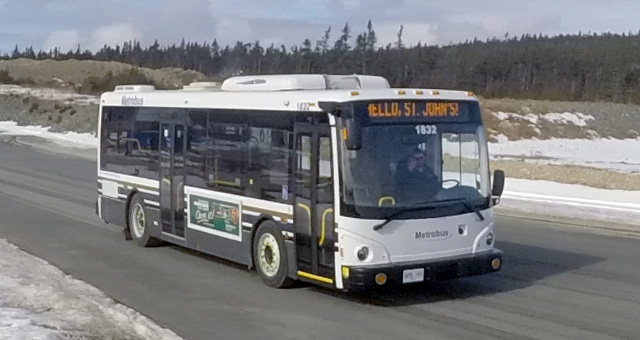
Een van de Vicinity-bussen aan de rand van de stad (2021)